# عملية فيستولا

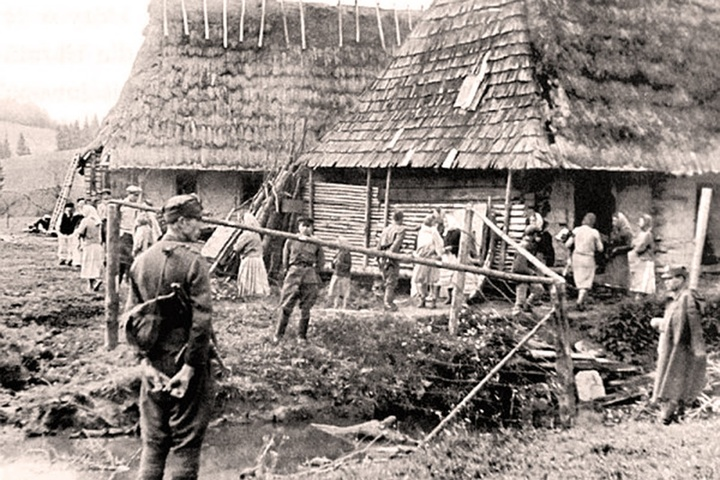
صوره توضح الجنود في المقاطعات الجنوبيه

عملية فيستولا (البولندية: Akcja Wissla - الأوكرانية: Опера́ція Ві́сла – بالإنجليزية: Operation Vistula) اسم رمزي لعملية إعادة التوطين القسري لعام 1947 للأوكرانيين والبويكوس والليمكوس من المقاطعات الجنوبية الشرقية من جمهورية بولندا الشعبية بعد الحرب، إلى الأراضي المستعادة في غرب البلاد. قامت بهذا العمل السلطات الشيوعية البولندية التي نصبها الاتحاد السوفييتي بهدف إزالة الدعم المادي والمساعدة إلى جيش التمرد الأوكراني. ومع ذلك، واصل جيش التمرد الأوكراني نشاطاته حتى عام 1947 في كل من محافظتي بودكارباتسكي ولوبلين دون أي أمل في التوصل إلى حلّ سلمي. وقد أدت عملية فيستولا فعليًا إلى إنهاء الأعمال القتالية.
يعد فترة حوالي ثلاثة أشهر ابتداءً من 28 أبريل عام 1947 وبموافقة ومعونة سوفييتية، أُعيد توطين حوالي 141,000 مدني يقيمون حول بيزكزادي ومنحدرات بيسكيدز قسرًا إلى الأراضي الشرقية السابقة لألمانيا، وتخلوا عن بولندا في مؤتمر يالطا في نهاية الحرب العالمية الثانية. وقد أدان بعض السياسيين البولنديين والأوكرانيين وكذلك المؤرخين هذه العملية في أعقاب ثورات عام 1989 للشيوعية في أوروبا الشرقية، ووصفوها بأنها تطهير عرقي. احتج آخرون بعدم وجود وسائل أخرى لوقف العنف في ذلك الوقت منذ أن اعتاد الحزبيون إعادة التجمع خارج الحدود البولندية.
تلقى المزارعون المُبعدون مساعدة مالية من الحكومة البولندية واستولوا على المنازل والمزارع التي تركها الألمان، وفي بعض الحالات شهدوا تحسنًا في ظروفهم المعيشية نتيجةً لزيادة حجم الممتلكات المكتسبة حديثًا والعمل بالآجر وتوفير المياه الجارية. ما بين عامي 1956 و 1958، حصلوا في الغالب على ائتمانات غير قابلة للسداد بقيمة 8 مليون زلوتي بولندي، وهو مبلغ كبير من المال بالنسبة للميزانية الوطنية البولندية. في الوقت نفسه، نفّذ الاتحاد السوفييتي عملية موازية أطلق عليها اسم «عملية الغرب» في جمهورية أوكرانيا الاشتراكية السوفييتية. على الرغم من أن كلا العمليتين تم تنسيقهما من موسكو، إلا أنه ثمّة فرق مروع بين نتائجهما. أجرت الشرطة الوطنية السوفييتية عملية غرب أوكرانيا واستهدفت أُسر المشتبه بهم في كونهم أعضاء في الاتحاد. تم ترحيل أكثر من 114,000، معظمهم من النساء والأطفال، إلى جمهورية كازاخستان الاشتراكية السوفييتية وسيبيريا وأُجبروا على حالة من الفقر المدقع. ومن بين الذكور البالغين البالغ عددهم 19,000، الذين أبعدتهم المفوضية الشعبية للشؤون الداخلية، أُرسل معظمهم إلى مناجم الفحم والأماكن الحجرية في الشمال. ولم يتمكن أي منهم من امتلاك أراضي زراعية أو منازل ليسكنوا بها.

## الخلفية
كان الهدف المعلن للعملية هو قمع جيش التمرد الأوكراني (يو بي إيه)، الذي كان يقاتل الجيش الشعبي البولندي الشيوعي في الإقليم الجنوبي الشرقي للجمهورية الشعبية البولندية. كان الاسم الرمزي الأصلي للعملية هو (Akcja Wschód - عملية الشرق)، على غرار عملية الغرب (Akcja Zachud) التي أجرتها الشرطة الوطنية السوفييتية على الجانب السوفييتي من الحدود. يُفترض أن السبب المباشر لعملية فيستولا كان اغتيال الجنرال الشيوعي البولندي كارول سفرتشيفيسكي في 28 مارس عام 1947 في كمين نصبه التحالف التقدمي المتحد. بعد حوالي 12 ساعة من الحادث، اتخذت السلطات الشيوعية البولندية قرارًا بترحيل جميع الأوكرانيين والليمكوس بعيدًا عن المنطقة المحاصرة. غير أنه من المعروف أن التحضيرات لعملية فيستولا كانت قد بدأت بالفعل في شهر يناير من عام 1947، إن لم يكن قبل ذلك. في 10 سبتمبر عام 1947، أصدر المجلس الأعلى للاتحاد السوفييتي الأمر رقم 3214-1050، القاضي بترحيل جميع الأسر الأوكرانية من أفراد الاتحاد السوفييتي المزعومين إلى سيبيريا. بين عامي 1945 و 1947، أُلقي القبض على أكثر من 126،000 أوكرانيًا من قِبَل قوات الدفاع الوطني الأوكرانية وقُتل ما يقرب من 32،000 آخرين تحت الأنقاض، ما يدل على الاستمرار بالسياسة السوفييتية حتى قبل عام 1947.

## المشاركين في العملية
نفذ العملية فريق العمليات فيستولا المكون من حوالي 20,000 فردًا تحت قيادة الجنرال ستيفان موسور. ضمت المجموعة جنودًا من الجيش الشعبي البولندي وفيلق الأمن الداخلي، فضلًا عن موظفين من الشرطة الشعبية ووزارة الأمن العام في بولندا. بدأت العملية في تمام الساعة 04:00 بالتوقيت المحلي من يوم 28 أبريل عام 1947. في البداية، تم ترحيل حوالي 20,000 شخص أوكراني. ثم مع مرور الوقت، ازداد العدد الإجمالي ليصل إلى 80,000 نسمة ثم 150,000 في نهاية المطاف من سكان بوليسي وروزتوكزي وبوغورزي برزيميسكي وبيزكزادي وبيسكيد المنخفضة وبيسكيد ساديسكي وروش زلاشتوفسكا.
أُعيد توطين المطرودين على مساحة واسعة في الأقاليم الشمالية والغربية التي أسندت إلى بولندا بموجب اتفاق بوتسدام، بما في ذلك وارميا وماسوريا. وقد تلقوا ائتمانات مالية ومساعدة مادية من الحكومة، مثل شحنات الحبوب وغيرها من المواد الغذائية. تم بناء منازلهم الجديدة بأموال عامة؛ في أولستن فويفوديشيست أعيد بناء 2427 منزل من قِبَل الدولة، وفي زكزيسين فويفوديشيسا تم بناء 717 منزل فقط على الرغم من أن الاحتياجات كانت أكبر من ذلك: الوصول تقريبًا إلى 10،000 أسرة، وهو ما يتجاوز بكثير ميزانية الدولة المتاحة. ومع ذلك، تم تحويل معظم ديونهم الشخصية في السنوات التالية.
كان من نتائج عملية فيستولا ترحيل السكان بالكامل تقريبًا من بوغورزه برزيميسكي وبيزكزادي وبيسكيد نيسكي بالاقتران مع إعادة الأوكرانيين القسرية بقيادة الجيش الشعبي البولندي إلى الاتحاد السوفييتي (أوكرانيا وسيبيريا) في 1944-46. ولقد أدى نقل السكان إلى وضع قوات الاتحاد في بولندا في موقف صعب؛ كان المحافظون الأوكرانيون الأكبر عددًا قادرين على دعم مقاومتهم المسلحة ضد القوات الشيوعية. ومع ذلك، ظلّ الاتحاد نشطَا لبضع سنوات أخرى. بعد عمليات النقل الأخيرة، خفّت أنشطة الاتحاد في الأراضي البولندية. فرّ بعض المتحيزين الأوكرانيين إلى أوروبا الغربية، وخاصة إلى ألمانيا الغربية والولايات المتحدة.